# Мещанинов, Александр Иванович
Алекса́ндр Ива́нович Мещани́нов  (16 [28] августа 1879, Путивль, Курская губерния — 1 января 1969, Харьков) — Сумской уездный комиссар (1917 год), медик, доктор медицинских наук, профессор; более 30 лет возглавлял кафедру хирургии Харьковского института усовершенствования врачей.

## Биография
Александр Иванович Мещанинов родился 16 августа 1879 года в Путивле Курской губернии.
Рано остался без отца, с большим трудом получил среднее образование и поступил на медицинский факультет Киевского университета, который окончил в 1904 году. Через полгода началась Русско-японская война, и он оказался в Манчжурии. После демобилизации три года работал ординатором в больнице св. Анны русского общества Красного Креста в Елисаветграде, а впоследствии перешел и на самостоятельную работу хирургом в селе Петрово, а оттуда в уездную больницу Александрии.
Работая в Петровской земской больнице, он по образцу Елисаветградского сделал там водопровод, канализацию, водяное отопление.
Много внимания уделял вопросам асептики и антисептики, применял новые средства, способствующие улучшению протекания процесса заживления ран. Широко популяризировал применение «зеленки» для обработки операционного поля. Выполнил много операций на желудочно-кишечном тракте. Свой оригинальный оперативный метод лечения ран желудка обобщил в докладе, с которым выступил на Всесоюзном съезде хирургов, а впоследствии напечатал в хирургическом журнале. За время работы и Александрийском и Елисаветградском земствах подготовил более тридцати сестер милосердия.
Проводил санитарно-просветительскую работу среди населения, боролся против знахарства. В Александрии был организатором и председателем научного лечебного общества.
За время работы в Петрово и Александрии написал 15 работ по актуальным вопросам медицины и хирургии.
В 1919 году был избран главным врачом и заведующим хирургического отделения больницы № 9 на Холодной Горе. Затем, в 1919—1957 годах работал в Харьковском институте усовершенствования врачей в должности заведующего кафедрой, где подготовил более 500 специалистов.
В 1935 году Е. И. Мещанинову было присвоено звание профессора, а в 1936-м — учёная степень доктора медицинских наук.
В годы оккупации Харькова во время II Мировой войны А. Мещанинов, вместе с группой единомышленников, выдавал фальшивые удостоверения о личности советским военнопленным, которые направлялись немецкими властями на лечение в госпиталь. Мещанинов также участвовал в организации специального лазарета в лагере для военнопленных в Харькове. После войны это дало основания для широко освещаемого в местной советской пропаганде пересказа о «подвиге врача». Обрастая все менее правдоподобными подробностями; к 1990-м гг. количество спасенных достигло цифры в 2500 человек.
Отстаивал необходимость озеленения города и поддержания здоровых экологических условий для проживания.
Жил и работал в Харькове.
Александр Иванович Мещанинов умер 1 января 1969 года.

## Награды
Профессор был удостоен правительственной награды: ордена Трудового Красного Знамени, а также ряда медалей.

## Память
Именем профессора назван переулок в Харькове, где расположена больница №9; больнице скорой неотложной помощи в день её открытия 20 мая 1977 года присвоено имя А. Мещанинова.

## Научное наследие
Первые научные труды А. Мещанинов опубликовал еще до Октябрьской революции (1917 год). Впоследствии его статьи систематически появлялись в: «Врачебном деле», «Новом хирургическом архиве», «Вестнике хирургии» и других специализированных журналах.
Под его руководством выполнено четыре кандидатских и одна докторская диссертация, написано около 100 научных работ. Неоднократно избирался делегатом всесоюзных и республиканских съездов и конференций врачей.